# Nicholas D'Agosto
Nicholas D'Agosto (Omaha, 17 aprile 1980) è un attore statunitense.

## Biografia
Nasce nel Nebraska in una famiglia cattolica di origini italiane, olandesi ed inglesi. Tra i vari personaggi da lui interpretati, figura quello di West Rosen nella serie Heroes, il fidanzato di Claire Bennet (interpretata da Hayden Panettiere). Nel 2010 gira la sua prima scena di nudo integrale nel film per teenager Fired Up! - Ragazzi pon pon.
Nel 2011 ottiene il ruolo di protagonista, nel film di Steven Quale, il quinto capitolo della serie Final Destination. Nel 2012, diventa uno dei protagonisti della serie televisiva Masters of Sex, nel ruolo di Ethan Haas. A partire dal 2014, prende parte alla serie televisiva Gotham, interpretando il ruolo di Harvey Dent.

## Filmografia

### Cinema
- Election, regia di Alexander Payne (1999)
- Psycho Beach Party, regia di Robert Lee King (2000)
- Inside, regia di Jeff Mahler (2006)
- Rocket Science, regia di Jeffrey Blitz (2007)
- Drive Thru, regia di Brendan Cowles e Shane Kuhn (2007)
- L.A. Blues, regia di Ian Gurvitz (2007)
- Extreme Movie, regia di Adam Jay Epstein e Andrew Jacobson (2008)
- Fired Up! - Ragazzi pon pon (Fired Up!), regia di Will Gluck (2009)
- Dirty Girl, regia di Abe Sylvia (2010)
- From Prada to Nada, regia di Angel Gracia (2011)
- Final Destination 5, regia di Steven Quale (2011)
- Mardi Gras - Fuga dal college (Mardi Gras: Spring Break), regia di Phil Dornfeld (2011)
- Rattled!, regia di Bryan C. Watkins e Dmitry Golovin (2022)

### Televisione
- Do Over – serie TV, episodio 1x14 (2002)
- Boston Public – serie TV, episodio 4x06 (2003)
- E.R. - Medici in prima linea (ER) – serie TV, episodi 10x04-10x07 (2003)
- Six Feet Under – serie TV, episodio 4x11 (2004)
- Cold Case - Delitti irrisolti (Cold Case) – serie TV, episodio 2x03 (2004)
- Cracking Up – serie TV, episodio 1x0 (2004)
- Dr. House - Medical Division (House, M.D.) – serie TV, episodio 1x11 (2005)
- Supernatural – serie TV, episodio 1x10 (2005)
- Joint Custody, regia di Shawn Levy – film TV (2005)
- Related – serie TV, episodi 1x12-1x16 (2006)
- Senza traccia (Without a Trace) – serie TV, episodio 5x11 (2006)
- Big Day – serie TV, episodio 1x07 (2006)
- Orpheus, regia di Bruce Beresford – film TV (2006)
- The Office – serie TV, episodi 3x19-3x22-3x24 (2007)
- Heroes – serie TV, 9 episodi (2007)
- The Rich Inner Life of Penelope Cloud, regia di Jeff Greenstein – film TV (2007)
- This Little Piggy, regia di Ted Wass – film TV (2010)
- Eden – serie TV, episodio 1x01 (2011)
- I signori della fuga (Breakout Kings) – serie TV, episodio 2x03 (2012)
- Non fidarti della str**** dell'interno 23 (Don't Trust the B---- in Apartment 23) – serie TV, episodio 2x15 (2013)
- Review – serie TV, 4 episodi (2014)
- Masters of Sex – serie TV, 14 episodi (2013-2014)
- Grey's Anatomy – serie TV, episodi 11x05-11x07-11x08 (2014)
- Grace and Frankie – serie TV, episodio 1x07 (2015)
- Gotham – serie TV, 19 episodi (2014-2016)
- Trial & Error – serie TV, 23 episodi (2017-2018)
- The Good Doctor – serie TV, episodio 4x10 (2021)
- Criminal Minds – serie TV, 7 episodi (2022-2023)

## Doppiatori italiani
Nelle versioni in italiano delle opere in cui ha recitato, Nicholas D'Agosto è stato doppiato da:
- Francesco Venditti in Masters of Sex, Trial & Error
- Davide Perino in Supernatural, Final Destination 5
- Marco Vivio in Mardi Gras - Fuga dal college, Criminal Minds
- Francesco Pezzulli in Gotham, Grey's Anatomy
- Luigi Morville in Cold Case - Delitti irrisolti
- Andrea Mete in Fired Up! - Ragazzi pon pon
- Flavio Aquilone in Heroes